# Cuneus
De cuneus of wig is een deel van de occipitale kwab van de grote hersenen. De cuneus maakt deel uit van het mediale oppervlak en wordt boven begrensd door de sulcus parietooccipitalis van de precuneus en aan de onderkant door de fissura calcarina van de gyrus lingualis.

## Schorsvelden
In de hersenkaart van Brodmann ligt een deel van de area striata (area 17) op de cuneus.